# Osman ibn Afan
Osman/Utman ibn Afan (arabsko عُثْمَان بْن عَفَّان, latinizirano: ʿUthmān ibn ʿAffān)  je bil tretji kalif, ki je vladal od leta 644 do njegove smrti v atentatu leta 656, * 574 ali 575, † 17. junij 656. 
Bil je drugi bratranec, zet in pomemben spremljevalec islamskega preroka Mohameda in imel pomembno vlogo v zgodnji islamski zgodovini. Med svojo vladavino kot kalif je naročil uradno sestavljanje standardizirane različice Korana, ki se uporablja še danes. 
Njegov predhodnik, kalif Omar (vl. 634–644) je pred smrtjo imenoval odbor zaupnikov, ki naj bi izbral njegovega naslednika. Za kalifa je bil izvoljen Osman, ki je bil takrat star 68–71 let, in je postal najstarejša oseba na tako visokem položaju. Med njegovim vladanjem se je kalifat leta 650 razširil naprej v Perzijo in leta 651 dosegel provinco Horasan. Osman je uvedel centralizacijo državne uprave, da je postala bolj kohezivna in spodbudila hitro gospodarsko rast. 
Zadnja leta njegove vladavine je zaznamovalo nezadovoljstvo, ki se je sčasoma razvilo v oborožen upor. Uporniki so oblegali njegovo rezidenco, ga ujeli in nato ubili. Sunitska muslimanska tradicija ga šteje za tretjega kalifa Rašidunskega kalifata. 

## Družina in zgodnje življenje
Osman je bil rojen v Hedžazu na zahodu Arabskega polotoka. Natančen datum njegovega rojstva  je sporen, ker se navajata leti 573 in 576. Rodil se je v premožni družini plemiškega klana Omajadov. Njegov oče Afan ibn Abi al-As je bil iz klana Omajadov, njegova mati Arva bint Kurajz pa iz klana  Abdšamov. Oba klana sta bila močna in bogata.  Osman je imel sestro Amino.  
Z Mohamedom je bil v sorodu prek svoje matere, ki je bila Mohamedova prva sestrična.  
Oče mu je že v mladosti umrl in zapustil Osmanu veliko dediščino. Osman je svoje bogastvo briljantno vložil v trgovino in postal zelo uspešen trgovec in eden najbogatejših mož iz rodu Kurejšev.

## Druženje z Mohamedom
Ob vrnitvi s službenega potovanja v Sirijo leta 611 je Osman izvedel za Mohamedovo poslanstvo in se po pogovoru z Abu Bakrom odločil spreobrniti v islam. Njegova spreobrnitev je razjezila njegov klan Banu Omaja, ki je ostro nasprotoval Mohamedovim naukom.
Osman in njegova žena Rukaja sta se aprila 615 skupaj z desetimi muslimanskimi moškimi in tremi ženskami preselila v Abesinijo (sodobna Etiopija). Kasneje se jim je pridružilo veliko muslimanov.:235–236 Ker je Osman že imel nekaj poslovnih stikov v Abesiniji, je nadaljeval s svojim poklicem trgovca in še naprej uspeval.
Po štirih letih se je med muslimani v Abesiniji razširila novica, da so Kurejši iz Meke sprejeli islam, kar je prepričalo Osmana, njegovo ženo in 39 drugih muslimanov, da se vrnejo. Ob vrnitvi so ugotovili, da je bila novica lažna. Osman je kljub temu ostal v Meki:167–169:238  in se znova začel uspešno ukvarjati s trgovanjem.
Leta 622 sta bila Osman in njegova žena v tretji skupini muslimanov, ki so se preselili v Medino. S seboj je odnesel svoje premoženje, kupil hišo in začel trgovati. S trdim delom in poštenostjo je njegov posel cvetel in postal je eden najbogatejših ljudi v Medini.
Po vsem muslimanskem svetu je postal znan po svojem častnem nazivu "Gani", ki pomeni "izjemno radodaren". Naziv je dobil zaradi izjemnih donacij ljudem v stiski in podpore islama. 
Ko se je Ali poročil s Fatimo, hčerko preroka Mohameda, je Osman za petsto dirhamov kupil Alijev oklep. Štiristo jih je namenil za Fatimino doto, sto pa za vse druge stroške. Kasneje je oklep vrnil Aliju kot poročno darilo.
Osman je sodeloval v vseh večjih bitkah, ki so se zgodile v zgodnjem obdobju islama. Izjema je bila bitka za Badr, ker je moral na prerokov ukaz skrbeti za svojo bolno ženo. Med kampanjama v Gatafan in Dhat al-Riko je po odhodu muslimanske vojske na Mohamedov ukaz ostal v Medini kot njen upravitelj.
Leta 632 je Mohamed umrl in Osman je sodeloval na poslovilnem romanju.Prisoten tudi na zboru v Gadir Humu 16. marca 632, kjer je bil po  šiitskih virih med tistimi, ki so obljubili zvestobo Aliju.

## Obdobje kalifa Abu Bakra (632–634)
Osman je imel zelo tesen odnos z Abu Bakrom, saj ga je prav on spodbudil, da se je spreobrnil v islam. Ko je bil Abu Bakr izbran za kalifa, je bil Osman drugi, ki mu je ponudil svojo zvestobo. Med odpadniškimi vojnami je Osman ostal v Medini in deloval kot Abu Bakrov svetovalec. Abu Bakr mu je na smrtni postelji narekoval svojo oporoko Osmanu, v kateri ga je imenoval za svojega naslednika.
Omar je imenoval odbor šestih ljudi, da bi izmed sebe izbrali naslednjega kalifa. V odboru so bili Ali, Osman ibn Afan, Abd al-Rahman ibn Avf, Saad ibn Abi Vakas, Zubajr ibn al-Avam in Talha ibn Ubajd Alah. Po Jakubijevi Zgodovini je Omar ob tem rekel: 
"Če so štirje izrazili svoje mnenje in se dva nista strinjala, naj se oba obglavita. Če so se trije strinjali in trije ne in med njimi ni Abd al-Rahmana, jih obglavite. Če minejo trije dnevi in se o nikomer ne dogovorijo, jih obglavite vse."
Jakubi dodaja, da je bilo v treh dneh veliko pogajanj, rezultat pa je bil neodločen med Alijem in Osmanom. Nazadnje je bil za kalifa izbran Osman.

## Kalifat
Okoli leta 650 je Osman začel opažati rahle razlike v citiranju Korana, ko se je islam iz Arabije razširil v Perzijo, Levant in Severno Afriko. Da bi ohranil svetost besedila, je ukazal odboru, ki ga je vodil Zajd ibn Tabit, naj na osnovi kopije kalifa Abu Bakra pripravi standardizirano različico Korana. Koran je bil 20 let po Mohamedovi smrti preoblikovan v pisno obliko. To besedilo je postalo izvirnik, po katerem so bile napisane vse kasnejše kopija kopije Korana. Ostale različice je Osman ukazal zažgati.
Šiiti uporabljajo isti Koran kot sunitski muslimani, vendar ne verjamejo, da ga je prvi sestavil Osman. Šiiti verjamejo, da ga je zbral in sestavil Mohamed, ko je bil še živ.

### Gospodarska in socialna politika
Osman je bil premeten poslovnež in uspešen trgovec, kar se je odražalo tudi v Rašidunskemu kalifatu. Denarna nadomestila, ki jih je uvedel Omar, je Osman ob nastopu funkcije povečal za približno 25 %. Umaknil je Omarjevo prepoved prodaje zemljišč in nakupa kmetijskih zemljišč na osvojenih ozemljih,  ker je  ovirala trgovanje. Osman je tudi dovolil dodeljevanje kreditov zasebnikom iz javne zakladnice. Pod Omarjem se zemljišča na osvojenih ozemljih niso razdelila med vojake, temveč so ostala v lasti prejšnjih lastnikov. Vojska je bila nad to odločitvijo nezadovoljna, a je Omar s trdo roko zatrl opozicijo. Osman je sledil Omarjevi politiki, z osvajanji pa so se prihodki od zemlje znatno povečali.
Omar je bil zelo strog pri rabi denarja iz javne zakladnice. Razen skromnih dodatkov, ki so bili njegovo korist, ni vzel iz zakladnice nobenega denarja. Sprejemal ni nobenih daril in tega ni dovolil niti članom svoje družine. Osman je te omejitve omilil. Ker je bil bogat, ni potreboval denarja iz zakladnice niti ni prejemal plače, sprejemal pa je darila in to dovolil tudi članom svoje družine. Javno je izjavil, da ima pravico do uporabe javnih sredstev po svoji najboljši presoji, in nihče ga zaradi tega ni grajal. Gospodarske reforme, ki jih je uvedel Osman, so imele daljnosežne učinke. Muslimani in tudi nemuslimani v Rašidunskem kalifatu so med njegovo vladavino uživali gospodarsko uspešno življenje.

### Širjenje kalifata
Osman je za razliko od Omarja veliko vojaških pooblastil prenesel na svoje zaupne sorodnike, med njimi na Abd Alaha ibn Amirja, Muavijo I. in Abd Alaha ibn Saada. Ta bolj neodvisna politika je omogočila širitev kalifata do Sinda v sedanjem Pakistanu, kar se med Omarjevim mandatom ni zgodilo. v 640. letih se je začelo osvajanje Armenije.
Omar je leta 639 imenoval Muavijo I. za guvernerja Sirije, da bi zaustavil bizantinsko nadlegovanje z morja. Muavija je nasledil svojega starejšega brata Jazida ibn Abi Sufjana, ki je skupaj s 25.000 drugimi umrl v epidemiji kuge. Muavija je dobil dovoljenje za ustanovitev mornarice, v kateri so kot mornarji s služili monofizitski kristjani, Kopti in jakobitski sirski kristjani ter muslimanska pehota. Muslimanska mornarica je leta 655 v bitki jamborov premagala bizantinsko in odprla muslimanom pot na Sredozemlje.
V 15. letu po hidžri (okoli 647) je Osman poslal Abdulaha ibn Zubairja in Abdulaha ibn Saada, da osvojita Magreb. Na pohodu sta se soočila z vojsko Gregorija Patricija, eksarha Afrike,  ki naj bi štela med 120.000 in 200.000 vojakov. Bolj realna ocena kaže, da je vojska štela samo 20.000 mož. Vojski sta se spopadli v bitki pri Sufetuli, v kateri so bili Bizantinci poraženi.
Nekateri muslimanski viri  trdijo, da je Abdulah ibn Saad po končanem osvajanju severne Afrike nadaljeval pohod na Iberski polotok. Drugi vidni muslimanski zgodovinarji, kot je Ibn Kathir, trdijo isto. V opisu te akcije je bilo generaloma Abdulahu ibn Nafiahu ibn Huseinu in Abdulahu ibn Nafi ibn Abdul Kaisu ukazano, da s pomočjo Berberov z morja napadeta španska obalna mesta. Nekaj mest v Andaluziji jima je menda uspelo osvojiti. Kje se je muslimanska vojska izkrcala, na kakšen odpor je naletela in kaj je sploh osvojila, ostaja neznanka. Za napad muslimanov na ibersko Vizigotsko kraljestvo in naselitev pred Tarikovim pohodom leta 711 ni nobenega dokaza.  
Na vzhodu je Ahnaf ibn Kais, poglavar Banu Tamima in veteranski poveljnik, ki je osvojil Šustar, sprožil vrsto nadaljnjih vojaških pohodov v bližini reke Amu Darje v Turkmenistanu, da bi uničil Sasanidsko cesarstvo Jazdegerda III., kar mu je nazadnje tudi uspelo. Kasneje je iniciativo prevzel guverner Basre Abdulah ibn Amir in vodil številne uspešne akcije, od zatiranja uporov v Farsu, Kermanu, Sistanu in Horasanu do odprtja novih front za osvajanja v Transoksaniji in Afganistanu.
Futh Al-Buldan iz Baladhurija piše, da je bil leta 652 med zatiranjem upora v Kermanu ponovno osvojen  Beludžistan. Zahodni Beludžistan je prvič prišel pod neposredno oblast kalifata in plačeval kmetijski davek.
Vojaški pohodi pod Osmanovo vladavino so bili na splošno uspešni, razen v Nubijskem kraljestvu ob spodnjem Nilu.

### Javno nasprotovanje Osmanovi politiki

#### Vzroki
Osmanova državna uprava je opazila porast protivladnega razpoloženja in se odločila ugotoviti vzroke za nezadovoljstvo. Osman je okoli leta 654 poklical vseh dvanajst guvernerjev provinc v Medino, da bi razpravljali o tem problemu. Med posvetom je bilo predlagano, da se v province pošlje zanesljive agente, ki bodo poskušali ugotoviti vir nezadovoljstva. Agenti, poslani v Kufo, Basro in Sirijo, so poročali, da so ljudje na splošno zadovoljni z upravo, čeprav so imeli nekateri posamezniki manjše osebne zamere. Amar ibn Jasir, odposlanec v Egipt, se ni vrnil v Medino. Tamkajšnji uporniki so želeli za kalifa postaviti Alija, Amar ibn Jasir kot Alijev pristaš pa je prestopil na njihovo stran. Nemesto njega je o stanju v Egiptu Osmanu poročal  egiptovski guverner Abdulah ibn Saad.

#### Osmanovi poskusi pomiritve disidentov
Leta 655 je Osman ukazal vsem, ki so imeli kakršno koli pritožbo zoper upravo, pa tudi guvernerjem in zaupnikom po vsem kalifatu, naj se zberejo v Meki na hadžu, in obljubil, da bodo vse upravičene pritožbe popravljene. V skladu s tem so prišle v Meko velike delegacije, da bi že pred hadžem predstavile svoje pritožbe.
Uporniki so spoznali, da ljudje v Meki podpirajo Osmana in niso hoteli prisluhniti njihovim pritožbam, kar je za Osmana pomenilo veliko psihološko zmago. V poročilih sunitskih muslimanov je rečeno, da je sirski guverner Muavija pred vrnitvijo v Sirijo predlagal, naj gre Osman z njim, saj je bilo ozračje tam mirno. Osman je njegovo ponudbo zavrnil z besedami, da ne želi zapustiti Mohamedovega mesta, to je Medine. Muavija je nato predlagal, da pošlje v Medino svojo vojsko iz Sirije, da bi varovale Osmana pred morda nasilnimi uporniki. Osman je tudi to zavrnil, ker bi sirska vojska v Medini lahko spodbudila državljansko vojno.

## Upor proti Osmanu
Glavno vlogo v propagandni vojni proti kalifatu je igrala politika Egipta, zato je Osman poklical egiptovskega guvernerja Abdulaha ibn Saada  v Medino, da bi se z njim posvetoval o tem, kako ukrepati. Guverner je pred odhodom svoje posle v Egiptu  prepustil svojemu namestniku Mohamedu bin Abi Hudhaifu, ki je v njegovi odsotnosti izvedel državni udar in prevzel oblast. Ko je izvedel za upor v Egiptu, se je Abdulah vrnil, vendar mu Osman ni mogel ponuditi nobene vojaške pomoči in Abdulah upora ni mogel zatreti.
Več sunitskih učenjakov, kot so Ibn Kutajba, Ali Ibn Burhanuddin al-Halabi, Ibne Abi-al-Hadeed in Ibne Manzur, je poročalo, da je bilo med tistimi, ki so Osmana pozvali, naj odstopi zaradi nepotizma in razsipnosti, več vodilnih Mohamedovih spremljevalcev. 

### Upor v Medini
Iz Egipta, Kufe in Basre so bili v Medino poslani kontingenti po približno 1000 ljudi, vsi z navodili za atentat na Osmana in strmoglavljenje vlade. Predstavniki egiptovskega kontingenta so čakali na Alija in mu ponudili kalifat, a je ponudbo zavrnil. Predstavniki kontingenta iz Kufe so čakali na Al-Zubajra, tisti iz Basre pa na Talha. Vsak kontingent je ponujal zvestobo svojemu kandidatu za naslednjega kalifa, vendar sta bila oba zavrnjena. S predlaganjem alternativ Osmanu kot kalifu so uporniki zamajali javno mnenje v Medini do te mere, da Osmanova frakcija frakcija ni več mogla ponuditi enotne fronte. Osmana so aktivno podpirali samo še Omajadi in nekaj drugih ljudi iz Medine.

### Obleganje Osmanove hiše
Začetek obleganja Osmanove hiše je bil miren, potem pa se je pritisk začel stopnjevati. Z odhodom romarjev iz Medine v Meko se je položaj upornikov  okrepil, posledično pa se je kriza poglobila. Uporniki so se zavedali, da bi se romarji po hadžu lahko vrnili v Medino in rešili Osmana, zato so se odločili ukrepati preden bi se romanje končalo.

### Vzroki za upor proti Osmanu
Dejanski razlog za gibanje proti Osmanu je med šiitskimi in sunitskimi muslimani sporen. Pod Osmanom so ljudje postali bolj uspešni in na politični ravni uživali večjo stopnjo svobode kot pred njim. Za usmerjanje političnih dejavnosti ni bila v kalifatu ustanovljena nobena institucija, v njihovi odsotnosti pa je ponovno izbruhnilo predislamsko plemensko ljubosumje in rivalstvo, zatrto pod prejšnjimi kalifi. Ljudstvo je izkoristilo Osmanovo prizanesljivost, ki je postala mora za državo in dosegla vrhunec z njegovim umorom.
Med Osmanovo vladavino je bilo veliko pritožb zaradi njegovih samovoljnih in krivičnih dejanj tudi po standardih njegovega časa. Pri izbiri svojega kabineta se je  zanašal izključno na lastno voljo, kar je vodilo do odpora v muslimanski skupnosti. Zaradi svojega načina vladanja je Osman postal ena najbolj kontroverznih osebnosti v islamski zgodovini.
Odpor proti Osmanu se je pojavil, ker je pri izbiri guvernerjev dajal prednost družinskim članom, saj je mislil, da bo s tem pridobil večji vpliv na vodenje kalifata in posledično izboljšal fevdalni sistem, ki ga je poskušal vzpostaviti. Izkazalo se je ravno nasprotno, saj so guvernerji pridobili veliko več oblasti, kot je prvotno načrtoval. Nekateri guvernerji so šli so celo tako daleč, da so v svojih pokrajinah vzpostavili svojo oblast. Poročila o tiraniji in napačnem ravnanju guvernerjev so postala tako številčna, da je moral Osman zadevo raziskati.
Bernard Lewis, znanstvenik iz 20. stoletja, o Osmanu pravi: 
Osman, tako kot Muavija, je bil član vodilne mekanske družine Omajadov in edini predstavnik mekanskih patricijev med zgodnjimi spremljevalci preroka z zadostnim ugledom, da se je uvrstil med kandidate za kalifa. Njegova izvolitev je bila hkrati njegova zmaga in priložnost, ki je ni zanemaril. Visoke položaje v kalifatu so enega za drugim kmalu zasedli člani vodilnih mekanskih družin.
Osmanova šibkost in nepotizem sta pripeljala do vrhunca zamer, ki so se nekaj časa nejasno kazale med arabskimi bojevniki. Muslimanska tradicija pripisuje zlom, ki se je zgodil med njegovo vladavino, Osmanovim osebnim pomanjkljivostim. Vzroki so bili seveda veliko globlji, a jih Osman ni prepoznal, nadziral in odpravil.

## Umor
17. junija 656 so uporniki vdrli skozi močno varovana  vrata Osmanove hiše. Eden od upornikov ga je zgrabil za brado, drug pa ga je zabodel v glavo. Njemu so sledili še drugi. Po pripovedi, ki jo nekateri štejejo za legendo, so se Osmanove žene vrgle na njegovo telo, da bi ga zaščitile. Naili, ki je poskušala blokirati nož, je odrezalo prste. V naslednjem napadu je bil Osman ubit. Enemu od Osmanovih sužnjev je uspelo ubiti enega od atentatorjev, preden so uporniki umorili tudi njega.
Osmanovo truplo so tretji dan po smrti odnesli na pokopališče al-Bači v Medini. Tam se je zbralo nekaj ljudi in se upiralo njegovemu pokopu na muslimanskem pokopališču, zato so ga Osmanovi  podporniki pokopali na sosednjem  judovskem pokopališču. Nekaj desetletij pozneje so omajadski kalifi porušili zid, ki je ločeval obe pokopališči, in judovsko pokopališče združili z muslimanskim, da bi bila kalifova grobnica znotraj muslimanskega pokopališča.

## Ocena in zapuščina
Osman naj bi bil prvi kalif, ki je prevzel naziv kalifat Alah (božji namestnik). Splošno mnenje sunitske muslimanske skupnosti in sunitskih zgodovinarjev o Osmanovi vladavini je pozitivno, zlasti glede njegove popustljivosti. Po njihovem mnenju so se sorodniki, ki jih je imenoval na ključne položaje, kot sta bila Muavija in Abdulah ibn Amir, izkazali za učinkovite tako v vojaškem kot političnem smislu. Zgodovinarji, kot je Zaki Muhammad, so Osmana obtožili korupcije.
Morda najpomembnejše Osmanovo dejanje je bilo dovoljenje Muaviji in Abdulahu ibn Saadu, guvernerjema Sirije oziroma Severne Afrike, da ustanovita prvo integrirano muslimansko mornarico v Sredozemskem morju, ki je lahko tekmovala z mornarico Bizantinskega cesarstva. Prva stalna muslimanska mornarica je  omogočila prvo muslimansko osvojitev Cipra in Rodosa. To je kasneje Omajadom in Abasidom utrlo pot za ustanovitev več muslimanskih držav v Sredozemskem morju, med njimi Sicilskega emirata, njegovega vazala Barijskega emirata in Kretskega emirata ter dinastije Aglabidov. 
Z ekspanzionističnega vidika velja Osman za veščega obvladovanja konfliktov, kar je razvidno iz tega, kako je ravnal na  zgodnjih muslimanskih osvojenih ozemljih, kot sta Kufa in Basra, ko je  vročeglave arabske naseljence usmerjal k novim vojaškim pohodom in širitvam kalifata. To ni privedlo le do poravnave notranjih konfliktov, ampak je tudi dodatno razširilo ozemlje Rašiduna na zahod do južne Iberije  in na vzhod do Sinda v Pakistanu 
Trajen verski vpliv
Osmanu se pripisuje zasluga za objavo enotne in še veljavne pisne različice Korana. Pred njegovo vladavino se je Koran prenašal v govorni in samo delno v pisni obliki. Osman je opazil, da se citati iz Korana celo v istem plemenu recitirajo različno. Citate so pred njim poskušali združiti že Mohamedovi spremljevalci, vendar še niso bili standardizirani. Sedanje oblike Korana imajo na nekaterih področjih nekaj majhnih, a nepomembnih razlik, ker so bile izvirne izdaje uničene ali so se izgubile.